# AT-9吉普教練機
AT-9吉普教練機（英語：Curtiss-Wright AT-9 Jeep）是一款由柯蒂斯-萊特公司於二戰時期研製的高級教練機。該機的出現主要是彌補單引擎教練機與雙引擎戰鬥機之間的操作差異。AT-9採用低翼懸臂式單翼設計，並有可收放起落架。

## 發展
Curtiss-Wright CW-25是柯蒂斯-萊特根據市場需求，「提前」設計的雙引擎教練機，同時也能作為輕型轟炸機。CW-25採用與AT-17山貓教練機相同的設計邏輯，著重在雙引擎的操作。因此該機佈局緊湊，前置兩具萊康明R-680-9星形引擎，並配備可收放尾輪起落架。CW-25原型機機身結構採用焊接鋼管機身，機翼、機身和尾翼則覆蓋有布料。

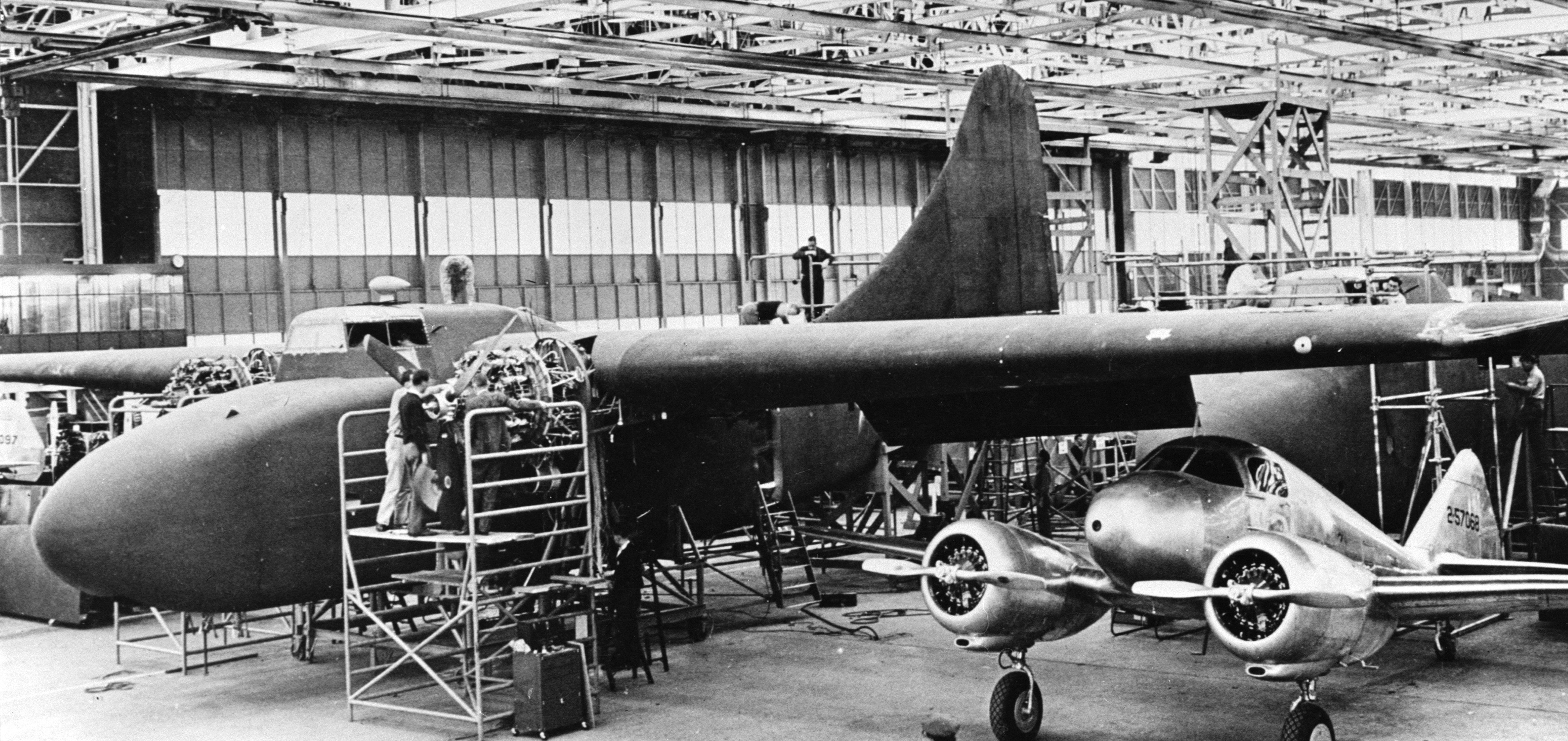
同在柯蒂斯-萊特工廠的C-76和AT-9A，可見AT-9A在C-76機翼下方

首架Model 25原型機於1941年首飛，並於1942年正式服役，編號AT-9。雖然柯蒂斯-萊特原先將AT-9命名為「雛鳥（英語：Fledgling）」，但在軍中更常被稱為「吉普」。雖然CW-25的原型機使用了布料覆蓋機身，但量產版本則改用承力金屬蒙皮結構。AT-9特意設計得較難操控，同時飛行以及降落也較為困難，讓新飛行員能較快適應新一代的高性能多引擎飛機（如P-38閃電式戰鬥機和B-26轟炸機）的飛行手感。由於此原因，AT-9在戰後退役後，並未出售給民間，只有已經無法飛行的損壞機販售給飛行學校作為地面培訓用途。
AT-9第一批共生產491架，隨後又開始第二批訂單，約300架。

## 型號

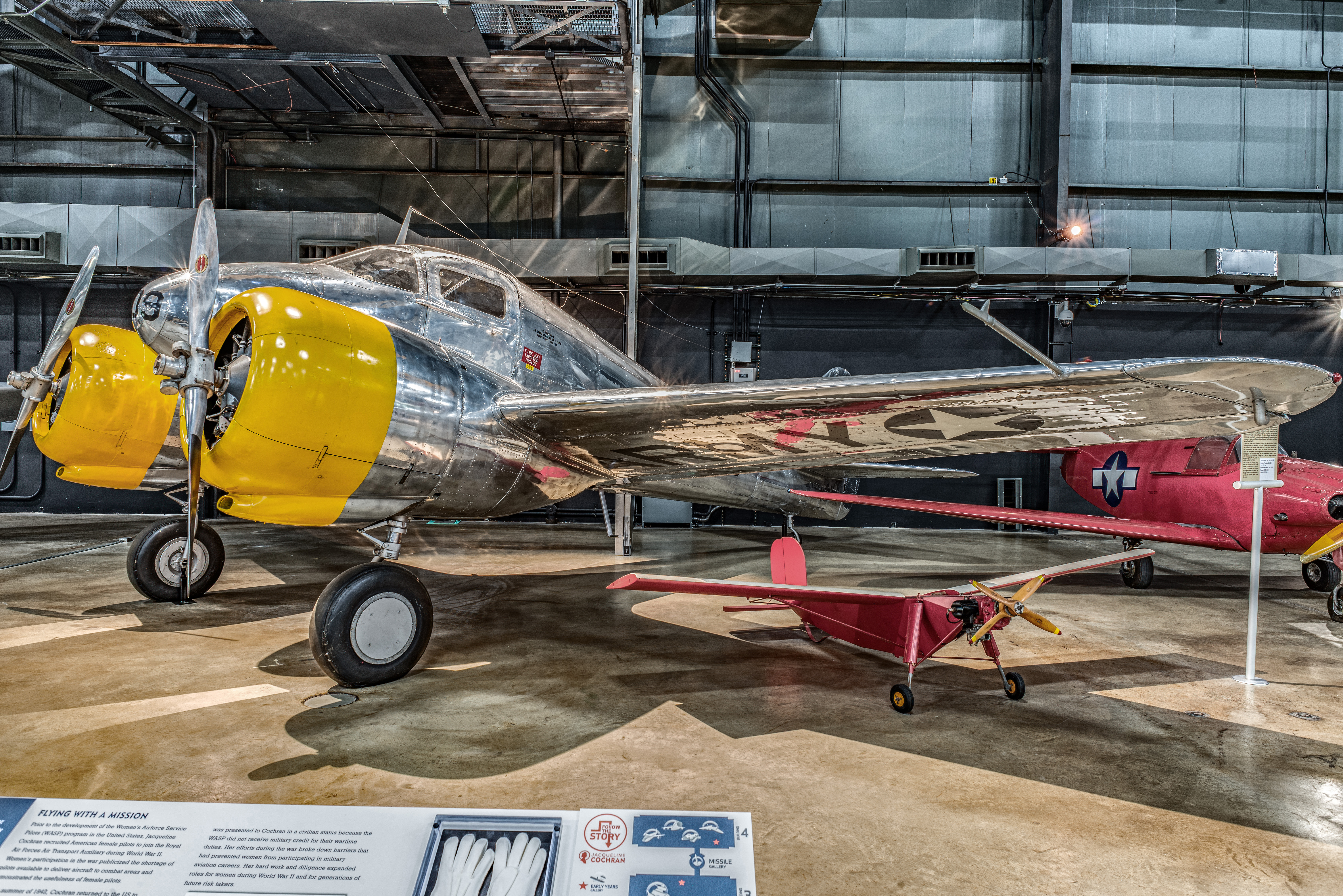
位於美國空軍國家博物館的AT-9

CW-25
原型機，具有布料覆蓋的機身和尾部表面。
AT-9
量產版本，使用承力蒙皮覆蓋，並配備兩具萊康明R-680-9星形引擎，共生產491架
AT-9A
升級版本，裝配萊康明R-680-11星形引擎和改進的液壓系統，共生產了300架，於1943年2月停產

### 書目
- Bowers, Peter M. Curtiss Aircraft, 1907–1947. London: Putnam & Company Ltd., 1979. ISBN 0-370-10029-8.
- Lawrence, Joseph. . London and New York: Frederick Warne & Co. 1945.
- Mondey, David. American Aircraft of World War II (Hamlyn Concise Guide). London: Bounty Books, 2006. ISBN 978-0-7537-1461-4.

## 外部連結
- National Museum of the United States Air Force Fact Sheet （页面存档备份，存于）